# روبرت شابمان (مؤرخ)
روبرت شابمان (بالإنجليزية: Robert Chapman)‏ هو مؤرخ نيوزيلندي، ولد في 30 أكتوبر 1922 في تاكابونا ‏ في نيوزيلندا، وتوفي في 26 مايو 2004.